# Norberto Fontana
Norberto Edgardo Fontana (1975. január 20.) argentin autóversenyző, az 1995-ös német Formula–3-as sorozat, és a 2006-os Turismo Carretera bajnoka.

## Pályafutása

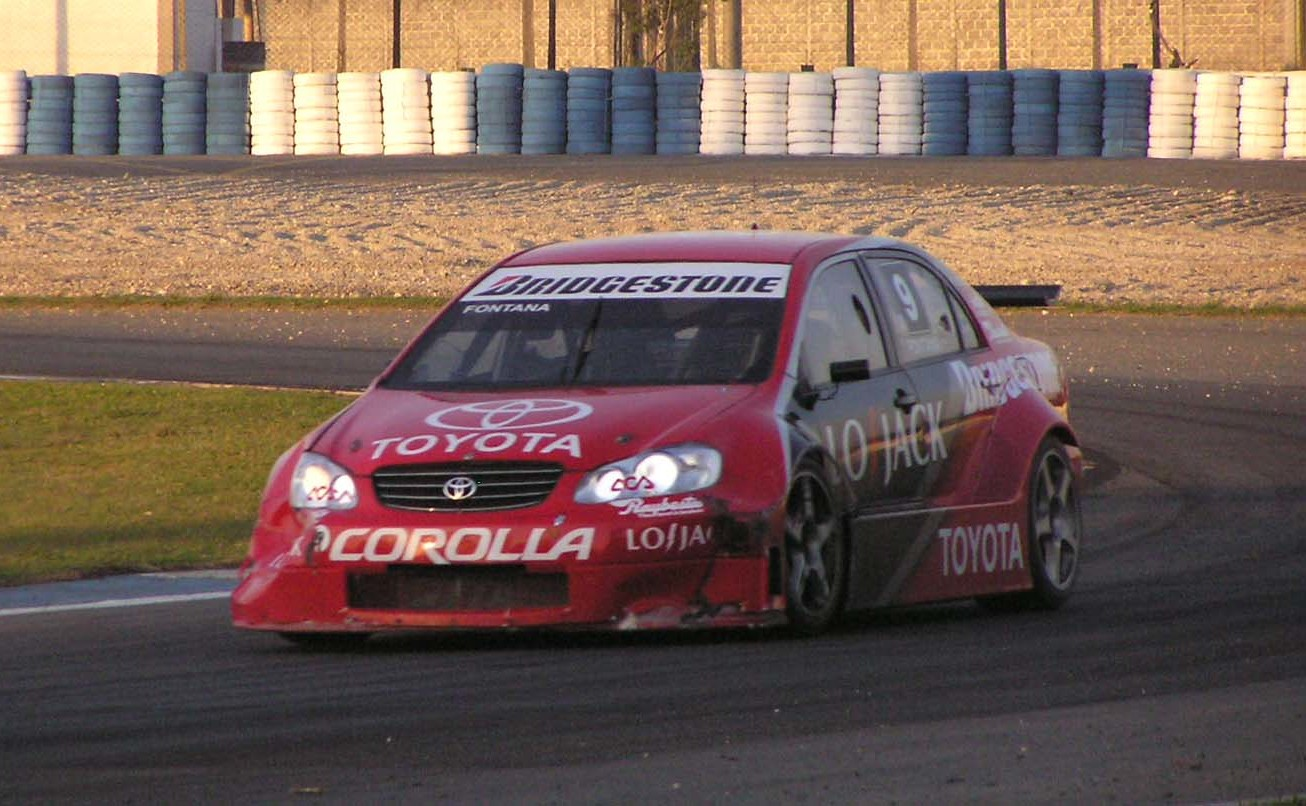
Norberto 2006-ban a TC 2000-es túraautó-bajnokság egy versenyén

1993-ban különböző Formula–Ford-sorozatokban versenyzett. Megnyerte a svájci bajnokságot, valamint harmadik lett az Európa-bajnokságon. Az ezt követő két évben a német Formula–3-as sorozat futamain vett részt. Az 1994-es szezont hatodikként zárta, majd 1995-ben első lett a pontversenyben. Norberto a tizenhat futamos bajnokság tíz futamán volt első, és végül nagy előnnyel szerezte meg a bajnoki címet a német Ralf Schumacher előtt. Ebben az évben megnyerte a Masters of Formula–3-as viadalt is.
1996-tól 2001-ig több formulaautós szériában is indult. Megfordult a japán Formula Nippon, valamint a nemzetközi Formula–3000-es sorozatokban.
1997-ben a Formula–1-es világbajnokság négy versenyén szerepelt a Sauber-istállóval. A francia nagydíjon kicsúszott, majd kilencedik lett a brit és a német futamon. A szezonzáró európai nagydíjon feltartotta Jacques Villeneuve-öt, aki a Ferrari pilótájával, Michael Schumacher-el volt versenyben a világbajnoki címért. A Sauber csapata ekkor Ferrari-motorokat használt, így felmerült, hogy Norberto szándékosan kedvezett Schumachernek. Kilenc évvel később, 2006-ban egy argentin magazinnak elárulta, hogy nem sokkal a futam előtt Jean Todt, a Ferrari-istálló vezetője látogatást tett a Sauber boxában, és azt kérte, hogy ha a csapat versenyzőinek lehetősége adódik, tartsák fel Villeneuve-öt.
2001 óta hazájában versenyez. 2002-ben és 2010-ben megnyerte a TC 2000-es argentin túraautó-bajnokságot, 2006-ban pedig a Turismo Carreterat.

## Eredményei
Teljes eredménylistája a nemzetközi Formula–3000-es sorozatban
(Táblázat értelmezése)

(Félkövér: pole-pozícióból indult; dőlt: leggyorsabb kört futott) 

| Év   | Csapat            | 1      | 2     | 3      | 4      | 5     | 6     | 7      | 8      | 9      | 10     | 11     | 12     | Helyezés | Pont |
| ---- | ----------------- | ------ | ----- | ------ | ------ | ----- | ----- | ------ | ------ | ------ | ------ | ------ | ------ | -------- | ---- |
| 1996 | Edenbridge Racing | NÜR    | PAU   | PER    | HOC    | SIL   | SPA   | MAG    | EST Ki | MUG    | HOC    |        |        | -        | 0    |
| 1999 | Fortec Motorsport | IMO Ki | MON 5 | CAT Ki | MAG Ki | SIL 5 | A1R 8 | HOC Ki | HUN Ki | SPA 14 | NÜR 10 |        |        | 15.      | 4    |
| 2001 | Prost Junior Team | INT    | IMO   | CAT    | A1R    | MON   | NÜR   | MAG    | SIL    | HOC    | HUN 14 | SPA Ki | MNZ Ki | 32.      | 0    |

Teljes Formula–1-es eredménylistája
(Táblázat értelmezése)

(Félkövér: pole-pozícióból indult; dőlt: leggyorsabb kört futott) 

| Év   | Csapat | 1   | 2   | 3   | 4   | 5   | 6   | 7   | 8      | 9     | 10    | 11  | 12  | 13  | 14  | 15  | 16  | 17     | Helyezés | Pont |
| ---- | ------ | --- | --- | --- | --- | --- | --- | --- | ------ | ----- | ----- | --- | --- | --- | --- | --- | --- | ------ | -------- | ---- |
| 1997 | Sauber | AUS | BRA | ARG | SMR | MON | ESP | CAN | FRA Ki | GBR 9 | GER 9 | HUN | BEL | ITA | AUT | LUX | JPN | EUR 14 | 23.      | 0    |

Teljes CART-eredménylistája
(Táblázat értelmezése)

(Félkövér: pole-pozícióból indult; dőlt: leggyorsabb kört futott) 

| Év   | Csapat      | 1      | 2      | 3      | 4      | 5      | 6      | 7      | 8      | 9      | 10     | 11  | 12  | 13  | 14  | 15  | 16 | 17  | 18  | 19  | 20  | Helyezés | Pont |
| ---- | ----------- | ------ | ------ | ------ | ------ | ------ | ------ | ------ | ------ | ------ | ------ | --- | --- | --- | --- | --- | -- | --- | --- | --- | --- | -------- | ---- |
| 2000 | Della Penna | MIA 15 | LBH Ki | RIO Ki | MOT Ni | NZR Ki | MIL Vi | DET Ki | POR Ki | CLE 11 | TOR Ki | MIS | CHI | MDO | ROA | VAN | LS | STL | HOU | SRF | FON | 28.      | 2    |